# Stare Kostry
Stare Kostry – wieś w Polsce położona w województwie podlaskim, w powiecie wysokomazowieckim, w gminie Klukowo.
W latach 1975–1998 miejscowość administracyjnie należała do województwa łomżyńskiego.
Wierni kościoła rzymskokatolickiego należą do parafii Narodzenia NMP w Wyszonkach Kościelnych.

## Historia
Miejscowość założona w XV w. przez ród szlachecki herbu Rawicz. Wzmianka o Kostrach (Seło Kostry) pochodzi z 1528 roku, podczas popisu szlachty ziemi bielskiej i parafii wyszyńskiej. Spis przekazuje dane o ośmiu rycerzach, którzy tu dziedziczyli.
W I Rzeczypospolitej w ziemi bielskiej w województwie podlaskim.
Najstarsza wieś okolicy szlacheckiej Kostry. Podział wsi nastąpił w połowie XVII wieku. W działach majątkowych spadkobierców Melchiora jest mowa o Starej Wsi. Spisy podatkowe z drugiej połowy XVII wieku wymieniają Kostry Antiqua. We wsi najliczniej zamieszkiwali Kostrowie.
W 1787 roku Wojciech, syn Tomasza i Katarzyny Godlewskiej nabył od Górskich części ich w (...) Kostrach Stara Wieś.
W 1827 roku Kostry Stara Wieś liczyły 30 domów i 212 mieszkańców.
Pod koniec wieku XIX wieś należała do powiatu mazowieckiego, gmina Klukowo, parafia Wyszonki. Liczył wówczas 17 osad oraz użytków rolnych o powierzchni 169 morgów
Na przełomie XIX i XX wieku wioska zamieszkana zarówno przez drobną szlachtę (11 gospodarstw) jak i chłopów (13 zagród). Powierzchnia całkowita użytków rolnych wynosiła 158 ha, średnia powierzchnia gospodarstwa 6,6 ha.
W 1921 roku we wsi znajdowało się 31 domów ze 142 mieszkańcami, w tym 2 prawosławnych.
W 1923 założono jednoklasową szkołę powszechną liczącą 30 uczniów. Od 1930 liczba uczniów zwiększyła się do prawie 100. W 1930 szkołę przemianowano na dwuklasową.
Znani nauczyciele:
- 1926–1928 – Jadwiga Zawiszanka
- 1930 – Irena Dańczakówna
- 1931 – Mateusz Hańczuk
- 1935–1938 – Maria Kosaczyna[8]

## Współcześnie
Wieś typowo rolnicza. Produkcja roślinna podporządkowana hodowli krów mlecznych.